# ترزاسکویس، استان وودژ
ترزاسکویس، استان وودژ (به لاتین: Trzaskowice, Łódź Voivodeship) یک منطقهٔ مسکونی در لهستان است که در Gmina Bielawy واقع شده‌است.